# Richard Schnetter
Richard Schnetter (* 5. März 1884 in Wüstenahorn bei Coburg; † 1943 in Berlin) war ein deutscher Politiker (SPD/USPD/KPD) und Redakteur. Er war Abgeordneter des Preußischen Landtages.

## Leben
Schnetter erlernte bis 1902 den Beruf des Lithographen. Anschließend arbeitete er in diesem Beruf in Frankfurt am Main, Leipzig und Stuttgart. Später war er Betriebsführer in Darmstadt.
1903 trat er der Sozialdemokratischen Partei Deutschland (SPD) bei. Schnetter war von 1907 bis 1909 Vorsitzender der Coburger SPD. Ab Oktober 1910 war er hauptamtlicher Funktionär und Lokalredakteur des Thüringer Volksfreundes in Sonneberg, dann Redakteur dieser Zeitung in Erfurt. Im Ersten Weltkrieg diente er als Soldat. Er trat zur Unabhängigen Sozialdemokratischen Partei Deutschlands (USPD) über und wurde Redakteur der Tribüne in Erfurt. Zusammen mit Emil Höllein und Otto Geithner gehörte Schnetter zu den linken Kräften in der Führung der thüringischen USPD. Mit der linken USPD kam Schnetter Ende 1920 zur Kommunistischen Partei Deutschlands (KPD). Er war Delegierter auf dem Spaltungsparteitag der USPD im Oktober 1920 in Halle (Saale) und dem Vereinigungsparteitag mit der KPD in Berlin (4.–7. Dezember 1920).
Bis Juni 1921 war er Sekretär bzw. Polleiter des KPD-Bezirks Großthüringen, anschließend bis 1924 Chefredakteur des Klassenkampfes in Halle. 1921 zog er für die KPD in den Preußischen Landtag ein. Der VIII. Parteitag der KPD in Leipzig (28. Januar–1. Februar 1923) berief Schnetter in die Redaktionskommission. Von 1924 bis 1927 war er Redakteur des Echo des Ostens in Königsberg und 1927 der Tribüne in Magdeburg. Im selben Jahr zog Schnetter nach Berlin und wurde dort Redakteur der Welt am Abend.
Da Schnetter zu den sogenannten Versöhnlern zählte, bekam er ab 1930 keine leitende Funktion mehr übertragen.

## Schriften (Auswahl)
- zusammen mit Paul Schwenk (Hrsg.): 4 Jahre Weimarer Koalition in Preußen. Handbuch der Kommunistischen Fraktion des preußischen Landtages. Internationaler Arbeiter-Verlag, Berlin 1928.
- Kommunistische Gemeindepolitik. Die Exekutive der Komintern und der Weddinger Parteitag der KPD zur Kommunalpolitik. Zeitschriften-Verlag Stern, Berlin [um 1929].